# تروي براون
تروي براون (بالإنجليزية: Troy Brown)‏ (17 سبتمبر 1990 بلندن في المملكة المتحدة - ) هو لاعب كرة قدم بريطاني في مركز الدفاع. شارك مع منتخب ويلز تحت 17 سنة لكرة القدم ومنتخب ويلز تحت 19 سنة لكرة القدم ومنتخب ويلز تحت 21 سنة لكرة القدم. أما مع النوادي، فقد لعب مع إيبسويتش تاون ونادي إكزتر سيتي ونادي روذرهام يونايتد ونادي فولهام ونادي ألدرشوت تاون ونادي تشيلتنهام تاون لكرة القدم.

## وصلات خارجية
- تروي براون على موقع الاتحاد الأوربي (الإنجليزية)
- تروي براون على موقع قاعدة بيانات كرة القدم.إي يو (الإنجليزية)
- تروي براون على موقع Soccerbase.com (لاعب) (الإنجليزية)
- تروي براون على موقع Soccerway.com (الإنجليزية)